# امی سندرز
امی سندرز (انگلیسی: Amy Sanders؛ زادهٔ ۵ ژوئن ۱۹۸۳) بازیکن بسکتبال اهل ایالات متحده آمریکا است.